# بوریس ماهون دی موناگان
بوریس ماهون دی موناگان (انگلیسی: Boris Mahon de Monaghan؛ زادهٔ ۱۱ فوریهٔ ۱۹۸۶) بازیکن فوتبال اهل فرانسه است.
از باشگاه‌هایی که در آن بازی کرده‌است می‌توان به باشگاه فوتبال سدان اشاره کرد.